# Sančo III. Navarski
Sančo III. Navarski (baskijski Antso III.a Gartzez; španjolski Sancho III Garcés) (992. – 18. listopada 1035.), zvan Veliki (šp. el Mayor; baskijski Nagusia), bio je kralj Navare i Nájere. Na prijestolje je došao kao maloljetnik, ali je zahvaljujući osvajanjima i diplomaciji uspio značajno proširiti svoju vlast, pa je u trenutku smrti 1035. pod svojom vlašću držao većinu kršćanske Iberije i nosio titulu Rex Hispaniarum ("kralj Hispanaca"). Sve svoje prethodnike je nadmašio u ujedinjenju kraljevstava Iberije, ali je životno djelo upropastio kada je svoje teritorije podijelio među sinovima. Kraljevina Navara je nakon toga postojala još šest stoljeća, ali više nikada nije uspjela steći takvu moć.

## Obitelj
Sančo je rođen kao infant, sin kralja Garcíje Sáncheza II. i njegove kraljice Jimene.
Sančo je imao konkubinu, Sanču de Aibar, koja mu je rodila sina, Ramira I. Aragonskoga.
Supruga kralja Sanča bila je kraljica Mayor Kastiljska. Ovo su njihova djeca:
- García Sánchez III.
- Ferdinand I., leonski kralj
- Jimena Sánchez[3]
- Gonzalo Sánchez (vladar Sobrarbea i Ribagorze)